# Papastrátos (Le Pirée)
 (signalé en mai 2025).
Si vous disposez d'ouvrages ou d'articles de référence ou si vous connaissez des sites web de qualité traitant du thème abordé ici, merci de compléter l'article en donnant les références utiles à sa vérifiabilité et en les liant à la section « Notes et références ».
- Archive Wikiwix
- Bing
- Cairn
- DuckDuckGo
- E. Universalis
- Gallica
- Google
- G. Books
- G. News
- G. Scholar
- Persée
- Qwant
- (zh) Baidu
- (ru) Yandex
- (wd) trouver des œuvres sur Wikidata

Papastrátos, en grec moderne : Παπαστράτος, est une ancienne grande zone industrielle et un quartier du Pirée en Grèce. Il prend son nom de l'usine homonyme de tabac, construite en 1931 et partiellement détruite pendant la guerre civile. Le quartier est également appelé Àgios Dionýsios, en référence à la grande église du même nom.